# とんかつパフェ

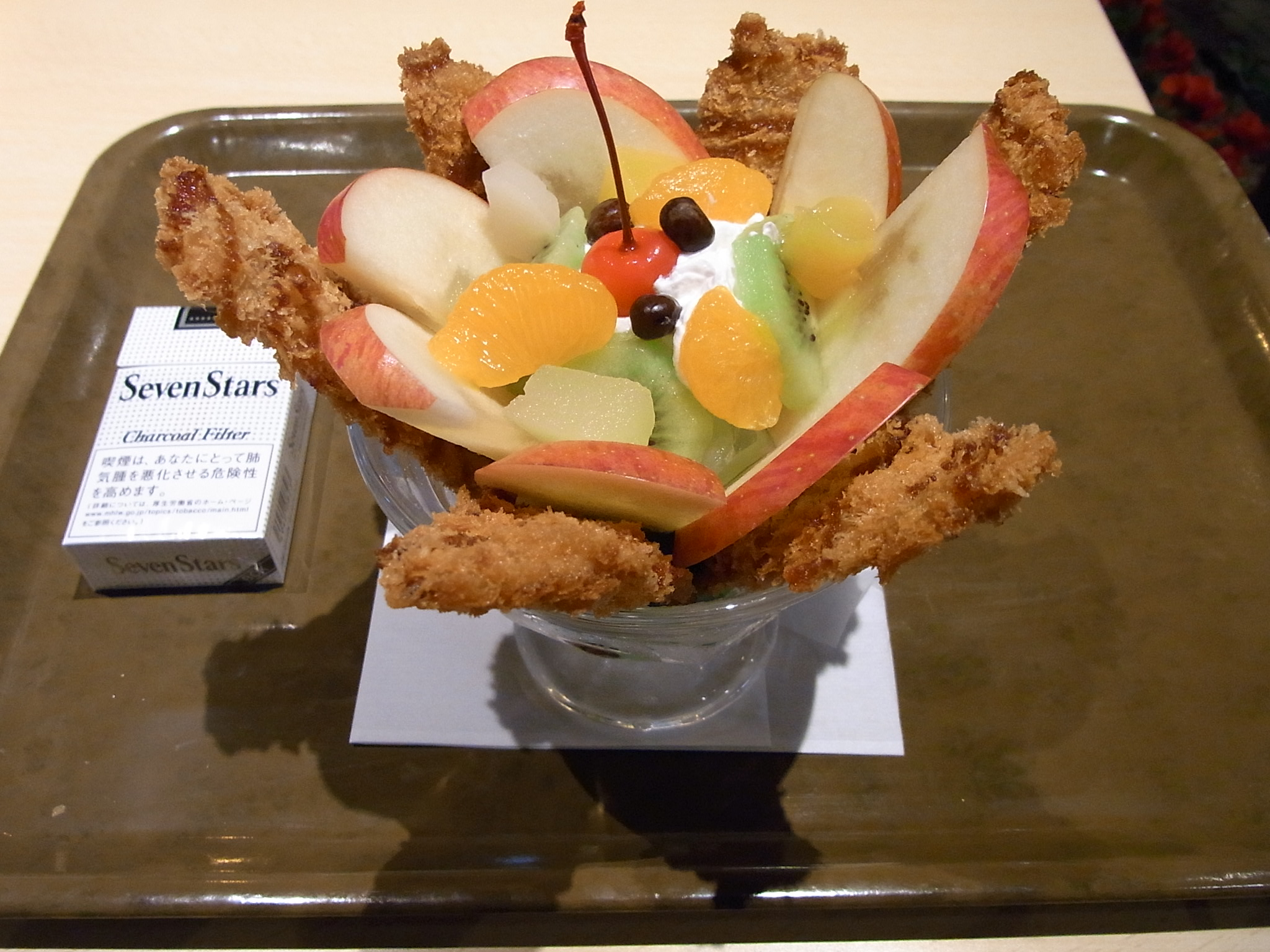
清まる東京ミートレア店のとんかつパフェ。左側にあるタバコの箱は88×55mmのサイズ比較用。

とんかつパフェとは、愛媛県松山市に本社がある豚カツ店「清まる」の登録商標であり、豚カツと、リンゴ、オレンジ、キウイフルーツなどのフルーツ、アイスクリーム、生クリーム等をトッピングしたパフェ。
「知る人ぞ知る」とも言われており、人気メニューである。

## 概要
「清まる」の代表（当時）・水野清子は、男性の食べ物というイメージが強い豚カツを、女性にも喜ばれるようにと、スポンジケーキの代わりに豚カツを用い、いちご、生クリームなどで飾った「愛は勝つケーキ」を1996年に考案、発売した。商品のネーミングには当時、KANの『愛は勝つ』が流行していたことも影響している。話題性はあり、テレビ番組で取り上げられることも多かったが「バラエティーの罰ゲーム扱い」であり、「愛は勝つケーキ」の売り上げはさほど上がらず、提供を止めた。
その後、ネットで「愛は勝つケーキ」の噂を聞きつけた2人組が県外から来店。是非にと請われて「愛は勝つケーキ」を提供したところ、2人はこれを絶賛する。この体験に後押しされるように水野は2004年頃にとんかつパフェを考案する。とんかつパフェにはとんかつが6枚、リンゴが7枚使用されており、最後にリンゴを食べることで食後感があっさりとなるように工夫がされている。
来店した客が自身のblogでとんかつパフェを発信するなど評判が口コミ的に広まってゆき、県外の客はもとより海外からもとんかつパフェを目的とする客が訪れるようになった。
意外な組み合わせで、話題性があるため、テレビなどでもたびたび紹介されている。
「清まる」は愛媛県松山市にある道後店（道後温泉近くの店舗）でとんかつパフェを提供してきたが、その後道後店は閉店し、2014年以降は花園店（いよてつ松山市内線・松山市駅前停留場近くの店舗）で提供している。また2009年12月3日には、東京都八王子市にある京王電鉄の複合商業施設フレンテ南大沢新館に開業したフードテーマパーク「東京ミートレア」内に支店を出店し、「とんかつパフェストリート版」という新メニューと供に販売していたが、2010年10月31日をもって撤退した。
新型コロナウイルス感染拡大に関連する助成金の不正受給（この不正受給は当時会社役員だった元鳥取県議会議員の平井伸治が主導していた。愛媛労働局は2022年8月8日に支給取り消し及び不支給を決定した。）がきっかけとなり、清まるは破産し、事業は別の事業者へ譲渡されている。その後、平井、水野は詐欺罪・詐欺未遂罪で逮捕・起訴された。2023年10月18日、松山地方裁判所は平井に対して懲役3年6月（求刑懲役6年）の実刑判決を言い渡した。
2014年4月時点では累計で約2万5千食を売り上げて、新名物として定着、2020年時点では看板メニューとなっている。

## 参考資料
- 『奇食ハンター』（山本マサユキ、講談社、2008年2月）
- 『ワンダーJAPAN 6（B級グルメツーリング）』（三才ブックス、2007年12月）
- 企画・連載 : 愛媛 : 地域 : YOMIURI ONLINE（読売新聞）- 新・ご当地の味 食べある記[23]

## 関連商品
- Wii用ボードゲーム『桃太郎電鉄2010 戦国・維新のヒーロー大集合!の巻』に「とんかつパフェ屋」として松山駅に登場しており、臨時収入イベントも発生する物件になっている。